# Meropleon titan
Meropleon titan là một loài bướm đêm trong họ Noctuidae.